# 垂须燕鳐
垂须燕鳐（学名：Cypselurus naresi）为飞鱼科燕鳐属的鱼类，俗名垂须飞鱼。分布于台湾新港、兰屿等。